# رأس بنزرت

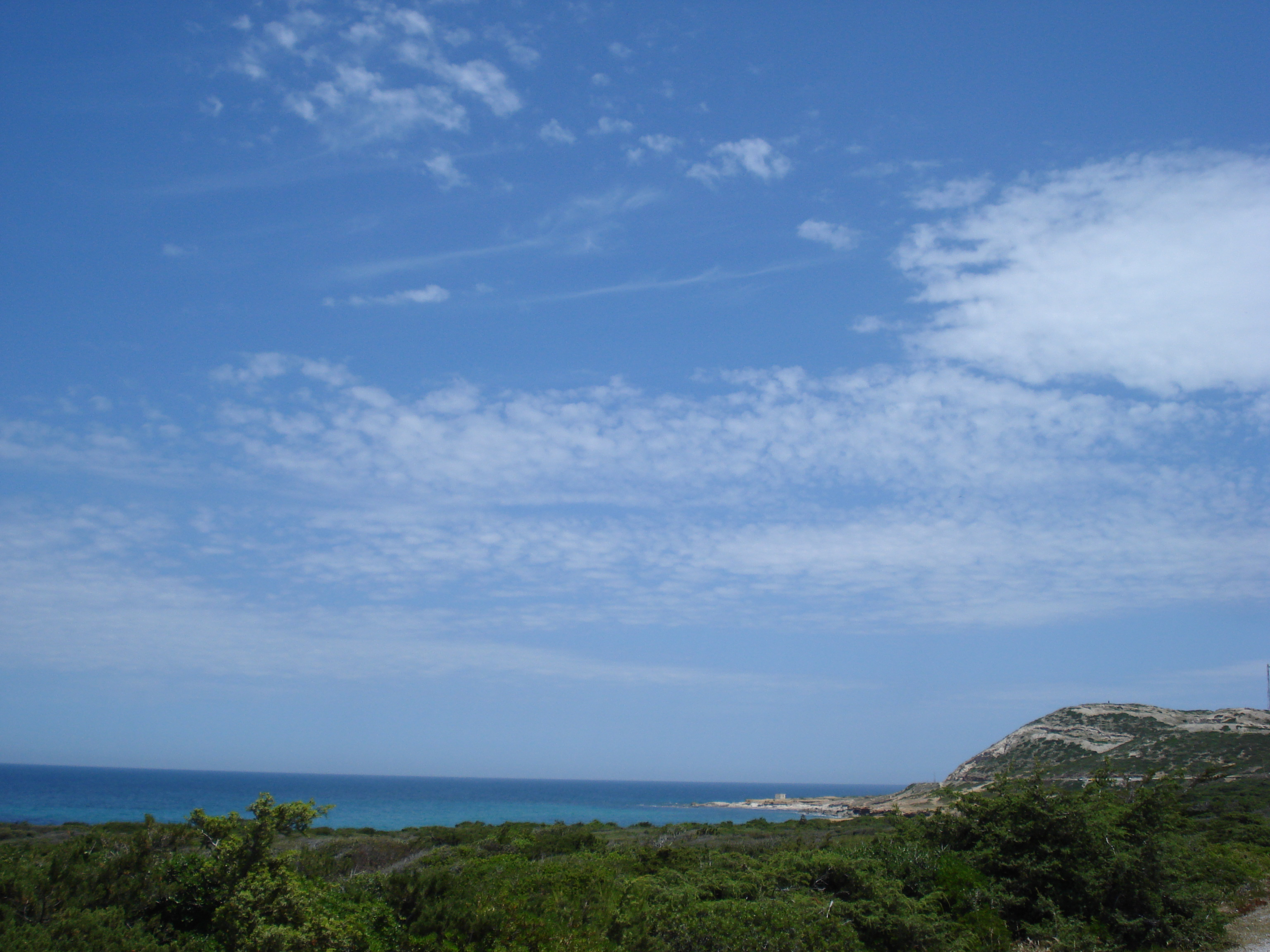
رأس بنزرت

رأس بنزرت هو أحد الرؤوس الواقعة على الساحل الشمالي للبلاد التونسية. وقد تَسَمّى باسم مدينة بنزرت لقربه منها، وهو يقع شمالها.
| رأس بنزرت |